# Воля-Виджина
Воля-Виджина (пол. Wola Wydrzyna) — село в Польщі, у гміні Сульмежиці Паєнчанського повіту Лодзинського воєводства.
Населення — 290 осіб (2011).
У 1975-1998 роках село належало до Пйотрковського воєводства.

## Демографія
Демографічна структура станом на 31 березня 2011 року:
|          | Загалом | Допрацездатний вік | Працездатний вік | Постпрацездатний вік |
| -------- | ------- | ------------------ | ---------------- | -------------------- |
| Чоловіки | 136     | 18                 | 100              | 18                   |
| Жінки    | 154     | 31                 | 83               | 40                   |
| Разом    | 290     | 49                 | 183              | 58                   |